# Oak Hills (Oregon)
Oak Hills – jednostka osadnicza w Stanach Zjednoczonych, w stanie Oregon, w hrabstwie Washington.